# 足立良平
足立 良平（あだち りょうへい、1935年11月27日 - ）は、日本の政治家。参議院議員（2期）、参議院労働委員長、民主党参議院幹事長（初代）、電力総連副会長などを歴任した。

## 来歴・人物
兵庫県出身。1964年関西大学経済学部卒。関西電力入社後、同労組執行委員長、電力総連副会長、電力労連副会長、大阪同盟会長代理を歴任。1989年の第15回参議院議員通常選挙で比例区に民社党から立候補して当選。1994年の新進党結党に参加。その後新党友愛を経て民主党に合流し、同党の初代参議院幹事長に就任。参議院議員として2期務め、2001年の第19回参議院議員通常選挙に立候補せず、政界から引退する。
2006年4月の春の叙勲で旭日中綬章を受章する。
政界引退後は2007年3月より中央選挙管理会委員を2010年3月まで勤めた。また、民進党の分裂後は国民民主党で大阪府連顧問を務める。